# Danyel Gérard
Danyel Gerard, född som Daniel Kherlakian 7 mars 1939 i Paris, är en fransk popsångare av armeniskt ursprung. 
Gerard fick en stor hit i Frankrike med "Le Petit Gonzales". Hans största skivframgång var miljonsäljaren "Butterfly" som toppade Tio i topp 1971.